# Gare de Saint-Pé-de-Bigorre
La gare de Saint-Pé-de-Bigorre est une gare ferroviaire française de la ligne de Toulouse à Bayonne, située sur le territoire de la commune de Saint-Pé-de-Bigorre, dans le département des Hautes-Pyrénées, en région Occitanie.
Elle est mise en service en 1867 par la Compagnie des chemins de fer du Midi et du Canal latéral à la Garonne.
C'est une halte voyageurs de la Société nationale des chemins de fer français (SNCF), desservie par des trains régionaux TER Nouvelle-Aquitaine.

## Situation ferroviaire
Établie à 333 mètres d'altitude, la gare de Saint-Pé-de-Bigorre, qui dépend de la région ferroviaire de Toulouse, est située au point kilométrique (PK) 187,200 de la ligne de Toulouse à Bayonne, entre les gares ouvertes de Lourdes et de Montaut - Bétharram.
Elle est équipée de deux quais : le quai 1 dispose d'une longueur utile de 109 m pour la voie 1 et le quai 2 d'une longueur utile de 222 m pour la voie 2.

## Histoire
La Compagnie des chemins de fer du Midi et du Canal latéral à la Garonne met en service la station de Saint-Pé lors de l'ouverture de la section de Lourdes à Pau et de l'intégralité de la ligne de Toulouse à Bayonne, le 20 juin 1967.
Le train fut un élément qui permit l'arrivée de touristes attirés par les grottes qu'ils rejoignaient à pied ou en calèche à partir de la gare.
De 2015 à 2022, selon les estimations de la SNCF, la fréquentation annuelle de la gare s'élève aux nombres indiqués dans le tableau ci-dessous.
| Année               | 2015  | 2016  | 2017  | 2018 | 2019 | 2020 | 2021 | 2022 | 2023 |
| ------------------- | ----- | ----- | ----- | ---- | ---- | ---- | ---- | ---- | ---- |
| Nombre de voyageurs | 2 371 | 1 484 | 1 608 | 345  | 303  | 97   | 104  | 93   | 124  |

## Service des voyageurs

### Accueil
Halte SNCF, c'est un point d'arrêt non géré (PANG) à accès libre.

### Desserte
Saint-Pé-de-Bigorre est desservie  par un train par jour dans le sens Tarbes-Bayonne et 2 dans l'autre sens. Ces trains sont des TER Tarbes - Bayonne assurés par des automotrices Z2 jusqu'à l'hiver 2015 et par Z51500 depuis l'été 2016. Ce sont des dessertes effectuées par le TER Nouvelle-Aquitaine. Au service d'été 2017, une 2e relation en soirée vers la côte atlantique devrait être mise en place.

### Intermodalité
Un parc pour les vélos et un parking pour les véhicules sont aménagés.

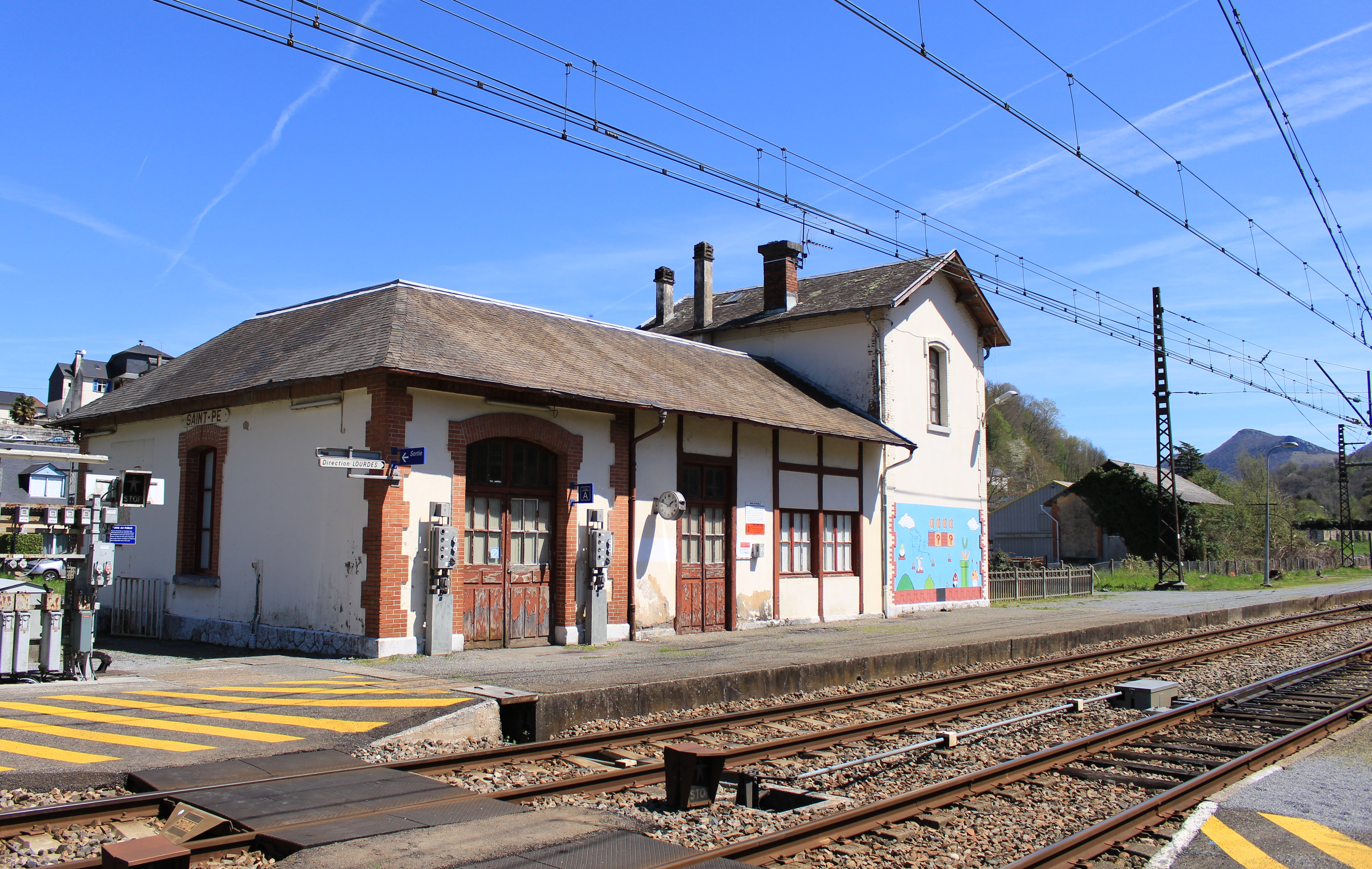
Côté quais.